# Saint-Antonin-sur-Bayon
Saint-Antonin-sur-Bayon ist eine französische Gemeinde mit 125 Einwohnern (Stand 1. Januar 2022) im Département Bouches-du-Rhône in der Region Provence-Alpes-Côte d’Azur.

## Geografie
Die Gemeinde liegt zehn Kilometer östlich von Aix-en-Provence auf 413 m über dem Meeresspiegel im Tal des Bayeux am Südfuß der Montagne Sainte-Victoire. Ihre Nachbarorte sind Puyloubier, Beaurecueil, Châteauneuf-le-Rouge und Le Tholonet.

## Etymologie
Bis 1919 hieß die Gemeinde nur Saint-Antonin.

## Kultur und Sehenswürdigkeiten
- Kirche von 1738
- Maison de Sainte-Victoire mit Ausstellungen über die lokale Natur
- Der Dolmen von Maurély liegt südwestlich von Saint-Antonin-sur-Bayon.

## Bevölkerungsentwicklung
| Jahr      | 1962 | 1968 | 1975 | 1982 | 1990 | 1999 | 2008 | 2016 | 2021 |
| Einwohner | 48   | 55   | 80   | 150  | 167  | 165  | 138  | 124  | 125  |

Mit nur 138 Einwohnern war die Gemeinde 2008 die bevölkerungsärmste Gemeinde im Département Bouches-du-Rhône.